# Thomas Gold
Thomas Gold (Vienna, 22 maggio 1920 – Ithaca, 22 giugno 2004) è stato un astrofisico austriaco.
Professore di astronomia alla Cornell University, membro della 
US National Academy of Sciences, e membro della Royal Society di Londra, Gold è stato uno dei tre giovani scienziati di Cambridge che nel 1950 proposero la tesi, ora abbandonata, sullo stato stazionario dell'universo. Il suo lavoro ha riguardato sia l'ambito accademico che scientifico, nei campi della biofisica, dell'astronomia, dell'ingegneria aerospaziale e della geofisica.

## Vita
Nato a Vienna, fu educato al College Zuoz in Svizzera ed in seguito al Trinity College di Cambridge. All'inizio della Seconda guerra mondiale, fu internato a lungo come nemico e durante questo periodo incontrò Hermann Bondi. Una volta rilasciato, lavorò con Bondi e Fred Hoyle vicino a Dunsfold nel Surrey su un radar, una collaborazione che si sarebbe estesa anche all'astrofisica. Più tardì Gold lavorò all'Osservatorio Reale di Greenwich, a Herstmonceaux, nel Sussex, e all'Università di Harvard.
All'inizio del 1959, quando la Cornell University gli offrì l'opportunità di creare un'unità interdisciplinare per la radiofisica a la ricerca spaziale e di dirigere il Dipartimento di Astronomia, accettò prontamente. Rimase alla Cornell fino alla morte.
Si sposò due volte, dapprima con Merle Tuberg nel 1947 e successivamente con Carvel Beyer nel 1972. Ebbe tre figlie dalla prima moglie ed una dalla seconda. Morì a 84 anni.

## Astrofisica
Gold sviluppò la ricerca sulla cosmologia e sui campi magnetici e coniò il termine magnetosfera per il campo magnetico della Terra. Poco dopo la scoperta delle pulsar nel 1968, Gold e Hoyle identificarono correttamente questi oggetti come stelle di neutroni rotanti con forti campi magnetici.

## Origine del petrolio
Gold ha raggiunto la fama nel 1992 con l'articolo "The Deep Hot Biosphere" pubblicato in un numero della rivista Proceedings of the National Academy of Sciences, e nel quale ha proposto una controversa teoria sull'origine del petrolio, del carbone e del gas naturale, e viene da alcuni considerata come uno dei più importanti contributi alla teoria del petrolio di origine inorganica. La teoria esposta nell'articolo suggerisce che i giacimenti di idrocarburi (petrolio e gas) e il carbone siano originati dal flusso di gas presente ad estreme profondità, al di sotto della superficie e, quindi, non da combustibili fossili. Si tratterebbe di materiale primordiale (metano) che arriva attraverso le caratteristiche tettoniche e viene contaminato da una "biosfera" in profondità fornita da batteri che vivono in condizioni o addirittura di superficie. Gold ha pubblicato il libro "The Deep Hot Biosphere" nel 1999, che estende le argomentazioni del 1992 e include la speculazione sulla origine della vita.
Mentre molti geologi occidentali ritengono che il petrolio sia prodotto a partire da rifiuti organici. Per Gold questo non ha senso, e sostiene come l'associazione di elio con i depositi di petrolio, le caratteristiche di essere collegato alle principali caratteristiche tettoniche, tra molti altri argomenti.
Thomas Gold ha proposto diverse spiegazioni per l'origine dei terremoti e ha messo in guardia sulla necessità di studiare le esalazioni di gas naturale (soprattutto metano) che raggiunge la superficie terrestre e possono essere collegati a disastri aerei e marittimi.
Così Thomas Gold riassumere le sue idee circa l'origine del petrolio:
"Hydrocarbons are not biology reworked by geology (as traditional view would hold), but rather geology reworked by biology"
ossia:
"Gli idrocarburi non sono biologia rielaborata dalla geologia (come la visione tradizionale imporrebbe) ma geologia rielaborata dalla biologia"
Per parecchi anni, Gold portò avanti l'idea che la superficie della Luna potesse essere ricoperta in ampie zone da uno spesso strato di polvere. La sua opinione influenzò il progetto del Programma Surveyor statunitense di sonde lunari, ma le loro precauzioni si rivelarono eccessive, dato che Gold aveva sovrastimato l'effetto con cui le continue espansioni e contrazioni dovute alla variazione di temperatura polverizzano lo strato superficiale roccioso della Luna.
Vinse la Medaglia d'Oro della Royal Astronomical Society nel 1985.